# Spökbaronen
Spökbaronen är en svensk dramafilm från 1927 i regi av Gustaf Edgren. 

## Om filmen
Filmen premiärvisades 17 oktober 1927. Filmen spelades in i Filmstaden Råsunda med exteriörer från Djurgården, Örebro, Gravuddens slussar i Hjälmare kanal och ombord Pansarskeppet Sverige av Adrian Bjurman. Gustaf Edgren gjorde 1948 en nyinspelning av filmen under titeln Flottans kavaljerer.

## Rollista
- Fridolf Rhudin – baron Conrad Wirvelpihl, alias matros, senare korpral Isidor Larsson
- Laure Savidge – Käty Holst
- Karin Swanström – grevinnan Birgitta Stjärnstråle
- Anita Brodin – Gurli Stjärnstråle, grevinnans dotter
- Enrique Rivero – löjtnant Gösta Bramberg
- Weyler Hildebrand – förste flaggstyrman Göran Göransson på pansarkryssaren Baltic
- Oscar Byström -  Waldman, advokat
- Gueye Rolf – Gyllne Bojan
- René Valdor – Franz Müller, notarie
- Thor Modéen – barberare
- Linnéa Edgren – Anna, husa
- John Melin – grevinnans kock
- Otto Malmberg – servitör vid svensexan
- Wictor Hagman – man på svensexan
- Karl Jonsson – bandit